# موسی (کومونه)
موسی (به ایتالیایی: Musei) یک کومونه در ایتالیا است که در استان کاربونیا-ایگلسیاس واقع شده‌است.

## خصوصیات
موسی ۲۰٫۳ کیلومترمربع مساحت و ۱٬۴۹۳ نفر جمعیت دارد و ۱۱۷ متر بالاتر از سطح دریا واقع شده‌است.